# Becontree (London Underground)

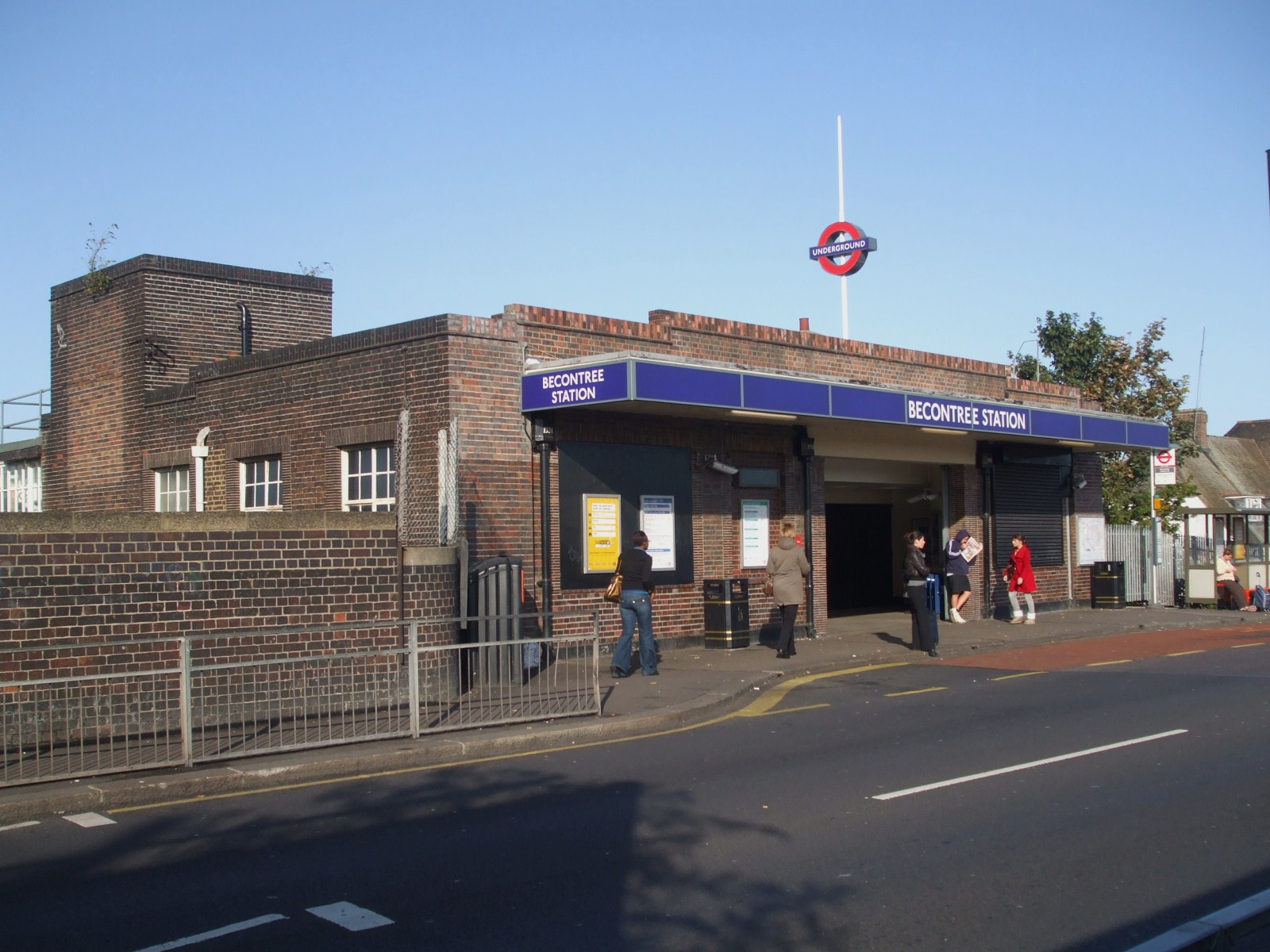
Stationsgebäude, 2008

Becontree ist eine oberirdische Station der London Underground im Stadtbezirk London Borough of Barking and Dagenham. Sie liegt in der Travelcard-Tarifzone 5 an der Gale Street. Im Jahr 2014 nutzten 3,40 Millionen Fahrgäste diese von der District Line bediente Station.
Die Eröffnung erfolgte im Jahr 1926 durch die London, Midland and Scottish Railway, damals noch unter dem provisorischen Namen Gale Street Halt. Ab 12. September 1932, nach Abschluss der Elektrifizierung der Strecke zwischen Barking und Upminster, verkehrten hier auch Züge der District Line. Seit 1962 hält die Eisenbahn nicht mehr in Becontree, der zweite Bahnsteig ist seither ungenutzt geblieben.